# Abdel Nader
Abdel Nader (Alejandría, 25 de septiembre de 1993) es un baloncestista egipcio con pasaporte estadounidense que pertenece a la plantilla de los Phoenix Suns de la NBA. Con 1,98 metros de estatura, juega en la posición de alero.

## Trayectoria deportiva

### Universidad
Se trasladó junto a su familia a los tres años de edad a los Estados Unidos, estableciéndose en Skokie, Illinois. Tras jugar en el instituto, disputó dos temporadas con los Huskies de la Universidad del Norte de Illinois, en las que promedió 11,4 puntos, 4,7 rebotes y 1,0 asistencias por partido. En su primera temporada fue incluido en el mejor quinteto de novatos de la Mid-American Conference.
En 2013, tras unos problemas debido a una sanción de orden disciplinario que le impusieron en Northern Illinois, que le hicieron perderse los siete primeros partidos de la temporada, decidió ser transferido a los Universidad Iowa State de la Universidad Estatal de Iowa. Allí, tras su año en blanco por la normativa de la NCAA, jugó dos temporadas más, en las que promedió 9,5 puntos y 4,0 rebotes por partido.

#### Estadísticas
| Año     | Equipo            | PJ | PT | MPP  | %TC  | %3P  | %TL  | RPP | APP | ROB | TPP | PPP  |
| ------- | ----------------- | -- | -- | ---- | ---- | ---- | ---- | --- | --- | --- | --- | ---- |
| 2011-12 | Northern Illinois | 31 | 29 | 24.2 | .337 | .299 | .682 | 4.2 | 1.1 | .7  | .7  | 10.4 |
| 2012-13 | Northern Illinois | 19 | 18 | 25.4 | .337 | .277 | .772 | 5.6 | .9  | 1.3 | .6  | 13.1 |
| 2014–15 | Iowa State        | 32 | -  | 16.4 | .406 | .217 | .767 | 2.9 | .7  | .4  | .5  | 5.8  |
| 2015–16 | Iowa State        | 11 | 11 | 28.5 | .490 | .297 | .793 | 5.4 | 1.4 | 1.5 | .6  | 12.4 |
| Total   | Total             | 93 | 58 | 22.3 | .369 | .274 | .737 | 4.2 | .9  | .8  | .6  | 9.6  |

### NBA
Fue elegido en la quicuagésimo octava posición del Draft de la NBA de 2016 por Boston Celtics. El 25 de agosto de 2016 firmó contrato con los Maine Red Claws de la liga de desarrollo.
El 14 de julio de 2017, Nader firma un contrato de 4 años y $6 millones con Boston Celtics. Haciendo su debut en la NBA el 18 de octubre frente a Milwaukee Bucks.
Tras una temporada, el 23 de julio de 2018, es traspasado a Oklahoma City Thunder a cambio de Rodney Purvis.
Después de dos temporadas en Oklahoma, el 16 de noviembre de 2020, es traspasado a Phoenix Suns junto a Chris Paul, a cambio de Ricky Rubio, Kelly Oubre, Ty Jerome, Jalen Lecque y una futura ronda.

## Estadísticas de su carrera en la NBA

### Temporada regular
| Año     | Equipo        | PJ  | PT | MPP  | %TC  | %3P  | %TL  | RPP | APP | ROB | TPP | PPP |
| ------- | ------------- | --- | -- | ---- | ---- | ---- | ---- | --- | --- | --- | --- | --- |
| 2017-18 | Boston        | 48  | 1  | 10.9 | .336 | .354 | .590 | 1.5 | .5  | .3  | .2  | 3.0 |
| 2018-19 | Oklahoma City | 61  | 1  | 11.4 | .423 | .320 | .750 | 1.9 | .3  | .3  | .2  | 4.0 |
| 2019-20 | Oklahoma City | 55  | 6  | 15.8 | .468 | .375 | .773 | 1.8 | .7  | .4  | .4  | 6.3 |
| 2020-21 | Phoenix       | 24  | 0  | 14.8 | .491 | .419 | .757 | 2.6 | .8  | .4  | .4  | 6.7 |
| Total   | Total         | 188 | 8  | 13.0 | .432 | .360 | .725 | 1.9 | .5  | .4  | .3  | 4.7 |

### Playoffs
| Año   | Equipo        | PJ | PT | MPP | %TC  | %3P  | %TL  | RPP | APP | ROB | TPP | PPP |
| ----- | ------------- | -- | -- | --- | ---- | ---- | ---- | --- | --- | --- | --- | --- |
| 2018  | Boston        | 11 | 0  | 3.0 | .333 | .000 | .500 | .3  | .3  | .1  | .1  | 1.1 |
| 2019  | Oklahoma City | 3  | 0  | 1.7 | .500 | -    | -    | .0  | .0  | .0  | .3  | .7  |
| 2020  | Oklahoma City | 3  | 0  | 8.3 | .143 | .200 | .500 | 1.0 | .0  | .3  | .7  | 1.3 |
| 2021  | Phoenix       | 5  | 0  | 5.8 | .333 | .000 | —    | 1.0 | .0  | .0  | .0  | .8  |
| Total | Total         | 22 | 0  | 4.2 | .300 | .091 | .500 | .5  | .1  | .1  | .2  | 1.0 |